# Airshow Oshkosh

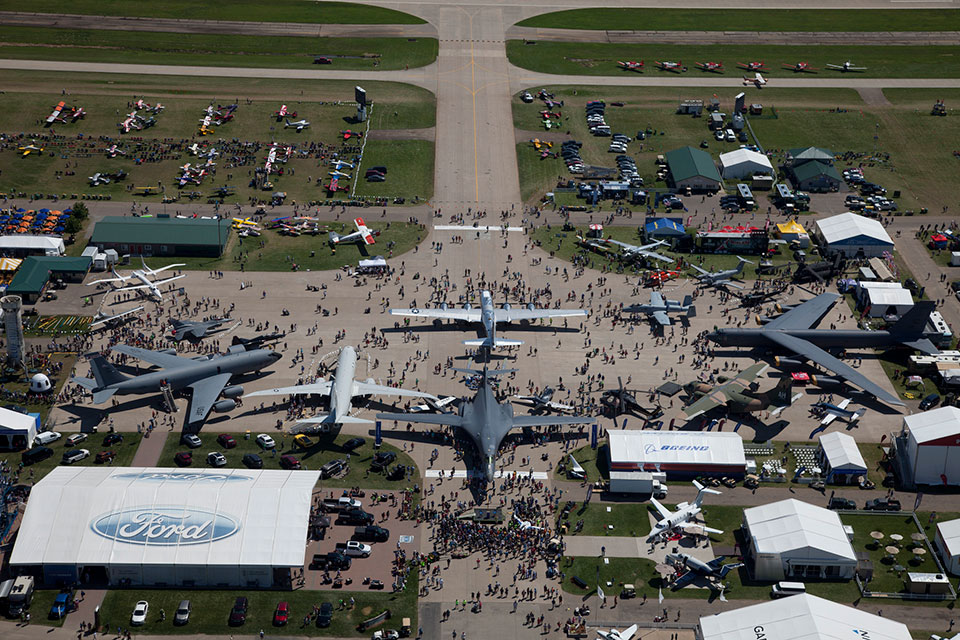
Vista della Boeing Plaza durante l'edizione 2017

L'EAA AirVenture Oshkosh è il più grande raduno ed air show di appassionati d'aviazione americano. Si svolge annualmente in estate al Wittman Regional Airport di Oshkosh (Wisconsin).
L'evento è presentato dalla Experimental Aircraft Association (EAA) (formalmente "The EAA Annual Convention and Fly-In"), un'organizzazione eventi internazionali d'aviazione con base ad Oshkosh. L'air show ha la durata di una settimana e solitamente ha inizio dall'ultimo lunedì del mese di luglio.
Statistiche EAA riportano che il numero dei partecipanti si aggira tra i 200.000 e i 300.000 qualificando la manifestazione come il più grande air show civile degli Stati Uniti.
Durante il raduno la torre di controllo dell'aeroporto di Oshkosh risulta la più trafficata al mondo. Per accogliere il grande flusso di aerei che sorvolano il campo dell'aeroporto e lo spazio aereo circostante uno speciale NOTAM viene pubblicato ogni anno nel quale vengono specificate le procedure delle normali coreografie e nell'eventualità le procedure di emergenza.
Annualmente più di 4000 volontari contribuiscono prima, durante e dopo all'organizzazione al controllo e all'assistenza dello show. Questi volontari sono principalmente membri EAA ma anche un numero significativo di volontari locali prende parte all'evento.

## Storia
L'EAA è stato fondato nel 1953 a Milwaukee, Wisconsin, in quanto organizzazione di persone che nel loro tempo libero restaurano e costruiscono aerei da diporto. L'homebuilding ("aeroplani costruiti da amatori") è ancora una larga parte dell'EAA, ma l'organizzazione è cresciuta negli anni fino a comprendere quasi ogni aspetto di aviazione da diporto e aeronautica.
Il primo EAA fly-in si è tenuto nel 1953 a Hales Corners, Wisconsin (vicino a Milwaukee). Nel 1959, EAA fly-in si trasferisce a Rockford, Illinois ma, diventato troppo grande per le sue strutture, nel 1970 si trasferì ad Oshkosh.
Per molti anni il nome ufficiale della manifestazione è stato "EAA Annual Convention e Fly-In".
L'accesso alle piazzole adiacenti alla pista di decollo e atterraggio era ristretta ai soli membri dell'EAA; questa restrizione fu revocata nel 1990 aprendolo al pubblico pagante.
Nel 1998 il nome fu cambiato in "AirVenture Oshkosh" ma molti partecipanti ancora si riferiscono a questa manifestazione come "The Oshkosh Airshow" o semplicemente "Oshkosh".

## EAA Airventure

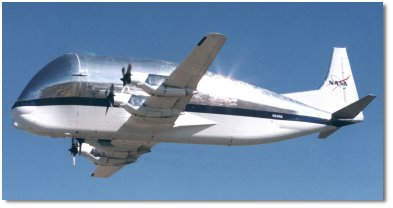
L'Aero Spacelines Super Guppy della NASA.

The British Aerospace/McDonnell Douglas Harrier AV-8B, l'aeromobile militare che può decollare e atterrare verticalmente (Short Take Off and Vertical Landing VTOL/STOVL) ha partecipato alle manifestazioni nel 1986, 1999, 2002, 2004, 2007 e 2008.
Il Concorde ha fatto apparizioni regolari nei programmi del 1985 e nelle apparizioni del 1988, 1990, 1994 e 1998. L'equipaggio del Concorde ritornò nel 2009.
Durante un tour del Nord America nel 1986 le Frecce Tricolori si sono esibite nella manifestazione di Oshkosh di quell'anno. La Pattuglia ha fatto ritorno sull'aeroporto di Wittman durante il North American Tour del 2024.
Nel 1987 Burt Rutan's Rutan Voyager, il primo aeromobile a volare intorno al mondo senza fare rifornimento di carburante, ha fatto la sua apparizione prima di stabilire il suo record.
L'F-117 Nighthawk "stealth fighter" è apparso nell'air show del 1991, poco dopo la Guerra del Golfo. L'aeroplano fu isolato con dei cordoni e furono nascosti gli equipaggiamenti sensibili al suo interno.
Tra gli altri velivoli unici che sono recentemente apparsi ad Oshkosh sono stati:
- Airbus "Beluga" nel 2003;
- F22 Raptor, nel 2006, 2007 e 2008;
- V22-Osprey nel 2008 e nel 2010;
- NASA's Super Guppy nel 2000;
- B-2 Spirit nel 2007;
- C-5 Galaxy nel 2004, 2007, 2008, 2009 e 2010;
- Boeing 747 Cargo Freighter Grande nel 2008;
- Airbus A380 nel 2009;
- Erickson Air-Crane nel 2009 e nel 2010.

Nel 1994, ci fu la partecipazione eccezionale all'evento dei 15 su 25 superstiti astronauti del "Programma Apollo" e gli equipaggi completi di Apollo 11 (Neil Armstrong, Buzz Aldrin e Michael Collins) e Apollo 8 (Frank Borman, Jim Lovell e Bill Anders).
Nel 1997 (è stato celebrato il 50º anniversario dell'US Air Force e in questa occasione ha effettuato un fly-over (sorvolo) l'SR-71 Blackbird. Questo sorvolo doveva essere supersonico ma a causa di una perdita di carburante l'aereo ha dovuto effettuare un atterraggio di emergenza a Milwaukee. Venne anche simulato un rifornimento in volo del KC-135T del ventiduesimo Air Refueling Wing alla McConnell Air Force Base.
Ancora nel 1997 si registra la presenza del Lockheed U-2 "aereo spia" così come negli anni 2007 e 2008.
Nel 2003 una replica del Wright Flyer è stata progettata per il suo centesimo anniversario dal primo volo, ottenendo la certificazione di volo dalla Federal Aviation Administration (FAA) durante lo show. Microsoft Flight Simulator 2004 e Microsoft Combat Flight Simulator 2 vennero presentati in quell'anno, e un modellino del Wright Flyer accanto a un membro del pubblico che giocava al Flight Simulator furono un'attrazione.
Nel 2005 lo SpaceShipOne ha fatto la sua comparsa pubblica prima di essere portato al Smithsonian. Nello stesso anno partecipa allo show anche il GlobalFlyer, detentore del record di volo intorno al mondo.
Il 2008 si contraddistingue dalla presenza del Boeing 747 "Dreamlifter", famoso per trasportare componenti degli aeromobili della stessa Boeing. Glenn Martin si è esibito con il suo jet pack in un volo di prova il 29 luglio 2008. C'erano pochi costruttori di jet pack in quell'epoca. Inoltre, Icon Aircraft ha presentato il suo nuovo modello ICON A5.
La manifestazione del 2009 è caratterizzata dalla visita dell'Airbus A380. È stato aperto per le visite e ha eseguito dimostrazioni di volo durante l'air show. Al suo arrivo, ha fatto un atterraggio duro e le ali si sono flesse significativamente. È il più grande aereo che abbia mai visitato l'evento. WhiteKnightTwo Virgin Mothership "Eve" made its first public appearance by flying four times at the event. Predator B MQ-9 Reaper U.S. Customs and Border Protection unmanned aerial vehicle made its first trip. 2009 also marked the unveiling of a new jet manufactured by Sonex called the Sub-Sonex JSX-1.
WhiteKnightTwo Vergine Mothership "Eva" fece la sua prima apparizione pubblica volando quattro volte. Inoltre ha fatto il suo primo volo l'MQ-9 Reaper (aeromobile a pilotaggio remoto) della dogana americana e della polizia di confine. Il 2009 ha segnato l'inaugurazione di un nuovo jet prodotto dalla Sonex chiamato Sub-Sonex JSX-1. Erickson Air-Crane S-64F "Elvis" fece la sua prima apparizione. Il capitano Chesley Sullenberger e Jeff Skiles hanno parlato della loro esperienza sul volo US Airways 1549 al pubblico.
Nel 2010 EAA ha celebrato il settantacinquesimo anniversario del Douglas DC-3 e del Boeing B-17 Flying Fortress. L'Erickson Air-Crane ed il Bell-Boeing V-22 Osprey vennero ritirati. Inoltre Jack Rush si è schiantato con il suo Hawker Beechcraft Premier 390 durante un tentativo di atterraggio. Partecipò all'evento anche Art Nalls, che è l'unico proprietario privato del British Aerospace Sea Harrier F/A2. Jonathan R. Trappe ha fatto innalzare il suo "cluster balloon" all'evento. EAA infine ha tenuto il suo primo show notturno.

## Caratteristiche

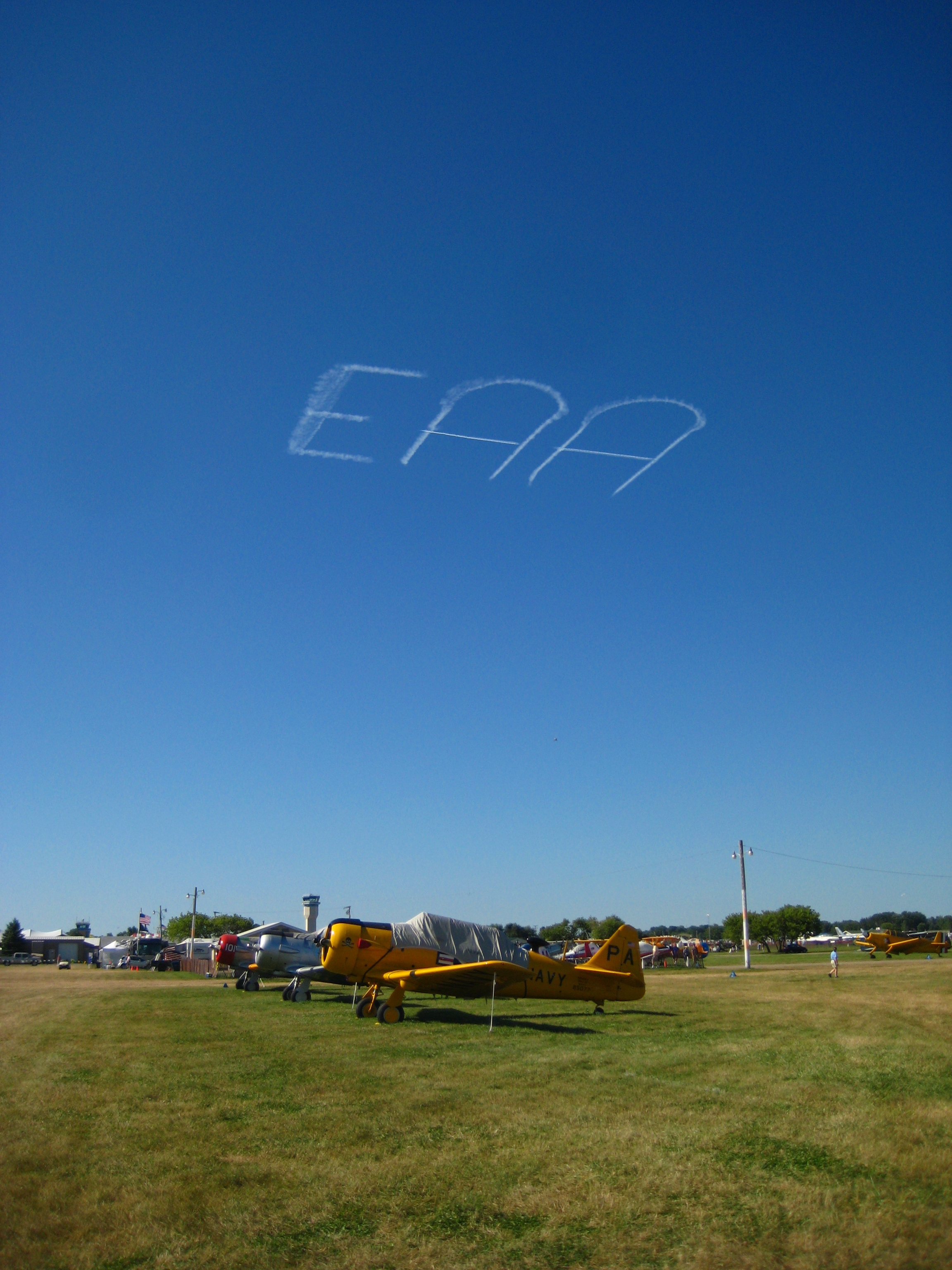
Scritta celebrativa su Oshkosh durante l'Airventure 2008

Le caratteristiche principali dello show sono i seguenti:
- La possibilità di visitare aeromobili di ogni tipo e dimensione. La maggior parte dei velivoli in mostra al fly-in sono in una delle seguenti categorie:
  - velivoli amatoriali
  - aeromobili "vintage"
  - repliche restaurate di ex aerei militari
  - aerei militari attivi degli Stati Uniti e di altre Nazioni
  - importanti aeromobili dell'aviazione commerciale e delle compagnie aeree
  - ultraleggeri
  - elicotteri
  - anfibi e idrovolanti
- mostre commerciali
- un grande mercato delle pulci (chiamato "Fly Market")
- grandi mostre della FAA, così come di altre Agenzie Federali Americane
- mostra di aerei fly-by d'epoca del mondo
- aerei acrobatici
- mostra di velivoli
- conferenze d'informazione tenute da professionisti e presentatori amatoriali
- intrattenimento musicale

### Sociale
Per molti partecipanti, un aspetto altrettanto importante del fly-in è l'opportunità di socializzare con gli altri appassionati di aviazione. Un sacco di persone si incontrano ogni anno con gli "amici di Oshkosh" e che vedono solo al fly-in. Per molti anni questi "amici di Oshkosh" non hanno avuto alcun contatto durante il resto dell'anno, ma recentemente molti di loro hanno cominciato a restare in contatto tutto l'anno via e-mail. Molti partecipanti arrivano tre o quattro giorni prima dell'inizio ufficiale della manifestazione per poi rimanere un paio di giorni dopo il termine così da potersi rilassare in un ambiente prettamente aeronautico e di socializzare con altri appassionati provenienti da tutto il Nord America. Inoltre, un grande contingente di volontari arrivano già un mese prima dell'evento per aiutare ad organizzare la manifestazione e rimangono fino alla fine dell'evento stesso. Tra questi volontari ci sono i cadetti della Civil Air Patrol, denominato "Blue Berets". I cadetti cominciano a lavorare dalla settimana prima dello show e durante lo show stesso.

## Controllori del traffico aereo

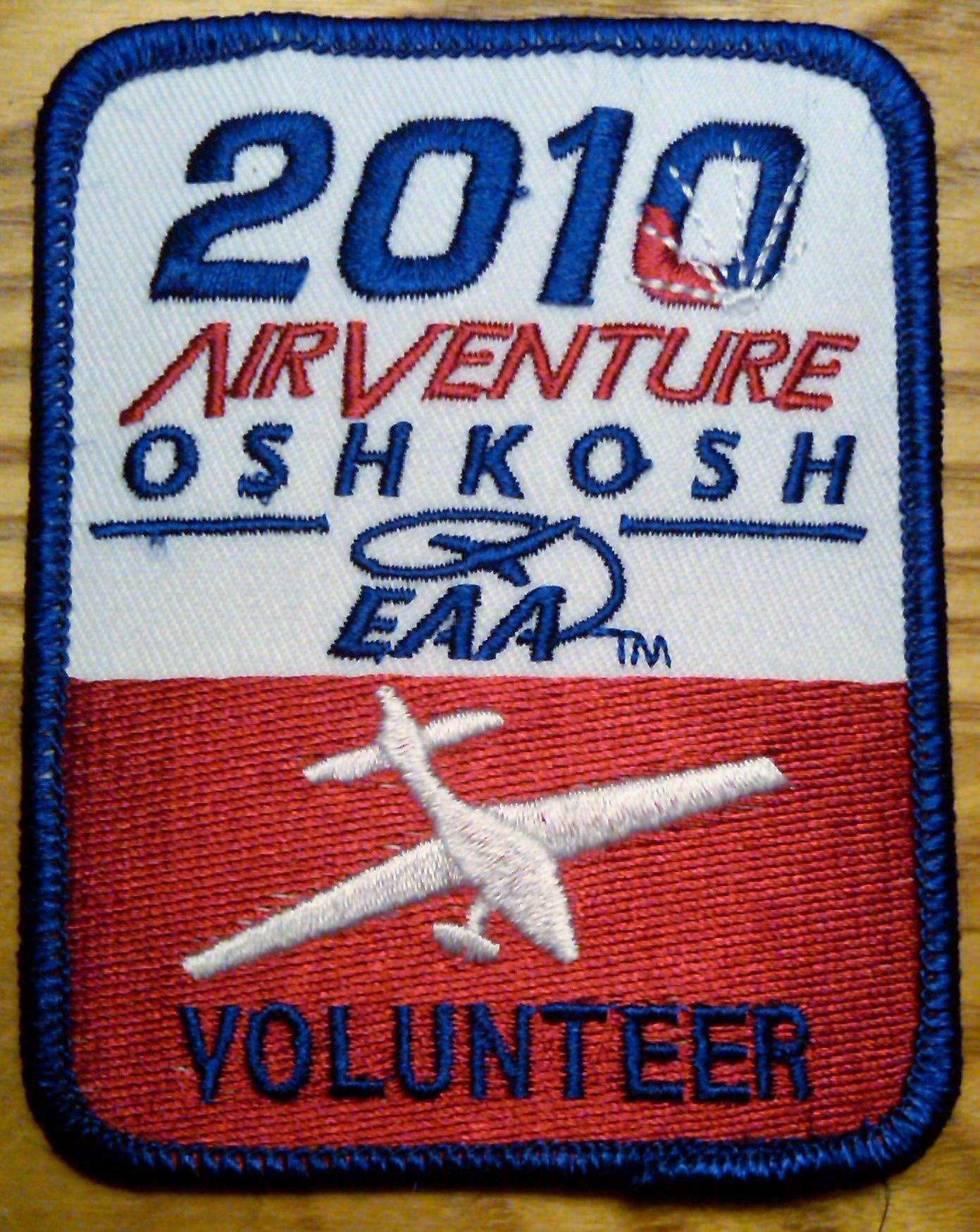
Distintivo dello show dato ai volontari

I controllori del traffico aereo certificati FAA sostengono che lavorare nella torre di controllo di Wittman è estremamente difficile perché impegnativo e unico. Ogni anno, EAA porta più di 8.000 aeroplani e speciali procedure di traffico aereo sono utilizzate esclusivamente per lo show; sono utilizzate per assicurare operazioni sicure e coordinate. Per il loro lavoro questi controllori indossano l'ambita polo rosa fluorescente rendendoli molto visibili sul campo e sulle piste.

### Torre
La prima torre Wittman Field fu progettata negli anni sessanta ed era leggermente più grande delle strutture adiacenti all'Airventure. L'anno 2007 fu l'ultimo in cui la torre venne utilizzata. La nuova torre è oltre due volte più alta della vecchia torre ed è ben visibile in tutta la zona aeroportuale. La prima torre venne demolita nel 2009.

### Selezione dei controllori di volo
La FAA fin dal 1960 ha fornito il miglior personale per l'assistenza allo show di Oshkosh. I controllori normalmente possono essere volontari per un massimo di sette anni per dare agli altri la possibilità di partecipare e lavorare a questo evento. Ad ogni modo la recente mancanza di personale ha costretto la FAA e la EEA a prolungare il limite.

### Team
I controllori sono divisi in gruppi di quattro persone:
- due controllori veterani uno leader e l'altro che lavora nel team. Ognuno di loro ha un'esperienza di 30 anni nella FFA. Il 50% dei controllori che lavorano a questo show fa parte di questa categoria;
- almeno un membro del team deve avere esperienza da uno a due anni all'airventure, generalmente il 25% dei controllori;
- l'ultimo membro deve essere nuovo e si identifica come Rookie (novizio).

Questi team stanno insieme per tutto l'evento e si alternano per tutte le torri di controllo di OSH o FLD, FISK VFR Approach Control e "the two mobile departure platforms" conosciuta come MOOCOWs (Mobile Operating and Communications Workstations). Tutti i controllori e i supervisori e manager del traffico aereo sono certificati dal loro posto di lavoro originario.